# Charles Conrad Abbott
Charles Conrad Abbott (Trenton (New Jersey), 4 juni 1843 - Bristol (Pennsylvania), 27 juli 1919) was een Amerikaans archeoloog en natuuronderzoeker.

## Biografie
Hij werd geboren in Trenton, New Jersey, en studeerde geneeskunde aan de Universiteit van Pennsylvania School of Medicine. Tijdens de Amerikaanse Burgeroorlog diende hij als een chirurg in het Leger van de Unie. Hij ontving zijn MD graad van UPenn in 1865.
In 1876 kondigde hij de ontdekking aan van sporen van menselijke aanwezigheid in de Delaware Valley daterend uit de eerste "Kansan" ijstijd en uit de pre-glaciale periode, het moment waarop mensen worden verondersteld voor het eerst te zijn aangekomen op het Noord-Amerikaanse continent. Later werden deze bevindingen bevestigd door andere archeologen.
Van 1876 tot 1889 was hij assistent-conservator van het Peabody Museum voor archeologie en volkenkunde in Cambridge (Massachusetts), waar hij een collectie presenteerde van 20.000 archeologische vondsten; hij schonk ook vrijelijk aan andere archeologische collecties.
Hij was een corresponderend lid van de Boston Society of Natural History, een lid van de American Philosophical Society van Philadelphia, en een fellow van de Royal Society of Antiquaries of the North in Kopenhagen. 
In 1919 overleed hij op de leeftijd van 76 jaar in Bristol (Pennsylvania), waar hij na het afbranden van zijn huis in New Jersey een paar jaar eerder naar was verhuisd.

## Werken
Zijn boek Primitive Industry: Illustrations of the Hand-work in Stone, Bone, and Clay of the Native Races of the Northern Atlantic Seaboard of America (Salem, 1881) beschrijft de bewijzen van de aanwezigheid van pre-glaciale menselijke bewoning  van de Delaware Valley, en is een waardevolle bijdrage aan de Amerikaanse archeologie. Hij leverde regelmatig bijdragen  voor tijdschriften als de American Naturalist, Science, Nature, Science News en Popular Science Monthly. Hij publiceerde ook vele boeken over natuurobservatie, zoals A Naturalist's Rambles about Home (1884).